# القائم (مدينة)
القائم  مدينة حدودية عراقية تقع على بعد حوالي 400 كم (248 ميل) شمال غرب بغداد بالقرب من الحدود السورية على طول نهر الفرات في محافظة الأنبار. يبلغ عدد سكانها حوالي 74,100 نسمة وهي مركز قضاء القائم.
تشتهر مدينة القائم بأهميتها الاستراتيجية، حيث تقع بالقرب من الطريق الرئيسي بين بغداد وسوريا. كما ان المدينة هي موقع معبر حدودي، وهو طريق تجاري مهم بين العراق وسوريا. تم إغلاق المعبر لعدة سنوات بسبب مخاوف أمنية، ولكن تم فتحة مؤخرًا، تتميز منطقة القائم بمناخ صحراوي حار، حيث تصل درجات الحرارة إلى 50 درجة مئوية في أشهر الصيف. المدينة هي موطن لعدة مساجد، بما في ذلك مسجد القائم الكبير، والتي تشتهر بمئذنتها المميزة.
كانت مدينة القائم في السنوات الأخيرة موقعًا لجهود إعادة بناء المدينة وإعادة إعمارها بعد الدمار وعدم الاستقرار الذي سببتهما الحرب. شهدت المدينة تدفقًا للاستثمار والتنمية ، وتستعيد ببطء أهميتها كمركز للتجارة والتجارة في المنطقة.
تحمل مياه النهر في القائم كميات أقل من الملح والمعادن بحيث تستهلك كميات أقل من المياه لإنتاج المحاصيل بشكل مستدام مقارنة بالمناطق الأخرى الواقعة في اتجاه مجرى النهر، لذا يجب استخدام المزيد من غالونات المياه لتجنب الملوحة.[بحاجة لمصدر]
يربط معبر القائم على الحدود مدينة القائم بمدينة البوكمال في سوريا.

## حرب العراق
خلال حرب العراق، كانت القائم مركزًا لهجمات المتمردين العراقيين ضد الجنود الأمريكيين في القاعدة العسكرية القريبة كامب غانون. اعتبر الجيش الأمريكي القائم نقطة دخول للمقاتلين الأجانب إلى العراق، ورآها موقعًا استراتيجيًا مهمًا.
ذكرت مجلة نيوزويك في عام 2003 أن الجنود الأمريكيين المتمركزين في المدينة الحدودية دخلوا سوريا. وخلال سيطرة الفوج المدرع الثالث، وثّق مصور صحفي مضمَّن مع الوحدة أحداث المدينة، ونُشرت صوره في مجلتي تايم ونيوزويك. كما نُشرت مقالة صريحة بعنوان "العراق الغرب المتوحش" في عدد سبتمبر 2003 من مجلة ماكسيم. وفي نوفمبر 2003، نفذ الفوج المدرع الثالث عملية بنادق بليتز، التي كانت ناجحة إلى حد كبير وسلمية. خلال العملية، قُسمت المدينة إلى ثلاثة أجزاء وتم تفتيشها منزلًا بمنزل على مدى أسبوعين. تم العثور على كميات كبيرة من الأسلحة والقبض على عدد من المتمردين المشتبه بهم، لكن العملية تسببت في استياء بعض السكان، حيث منعت احتفالات رمضان من الحدوث في ذلك العام.
في مارس 2004، تولى الكتيبة الثالثة، الفوج السابع من مشاة البحرية (3/7) التابعة للفرقة الأولى لمشاة البحرية مسؤولية القائم من الفوج المدرع الثالث. خدم اللواء في القائم من مارس حتى سبتمبر 2004. بعد فترة وجيزة من استكمال عملية التسليم، شن العدو هجومًا واسع النطاق في جميع أنحاء البلاد، مستغلًا قلة خبرة القوة الجديدة. أصبحت هذه التكتيكات شائعة مع استمرار الحرب، لكنها فاجأت العديد من الوحدات في ذلك الربيع.

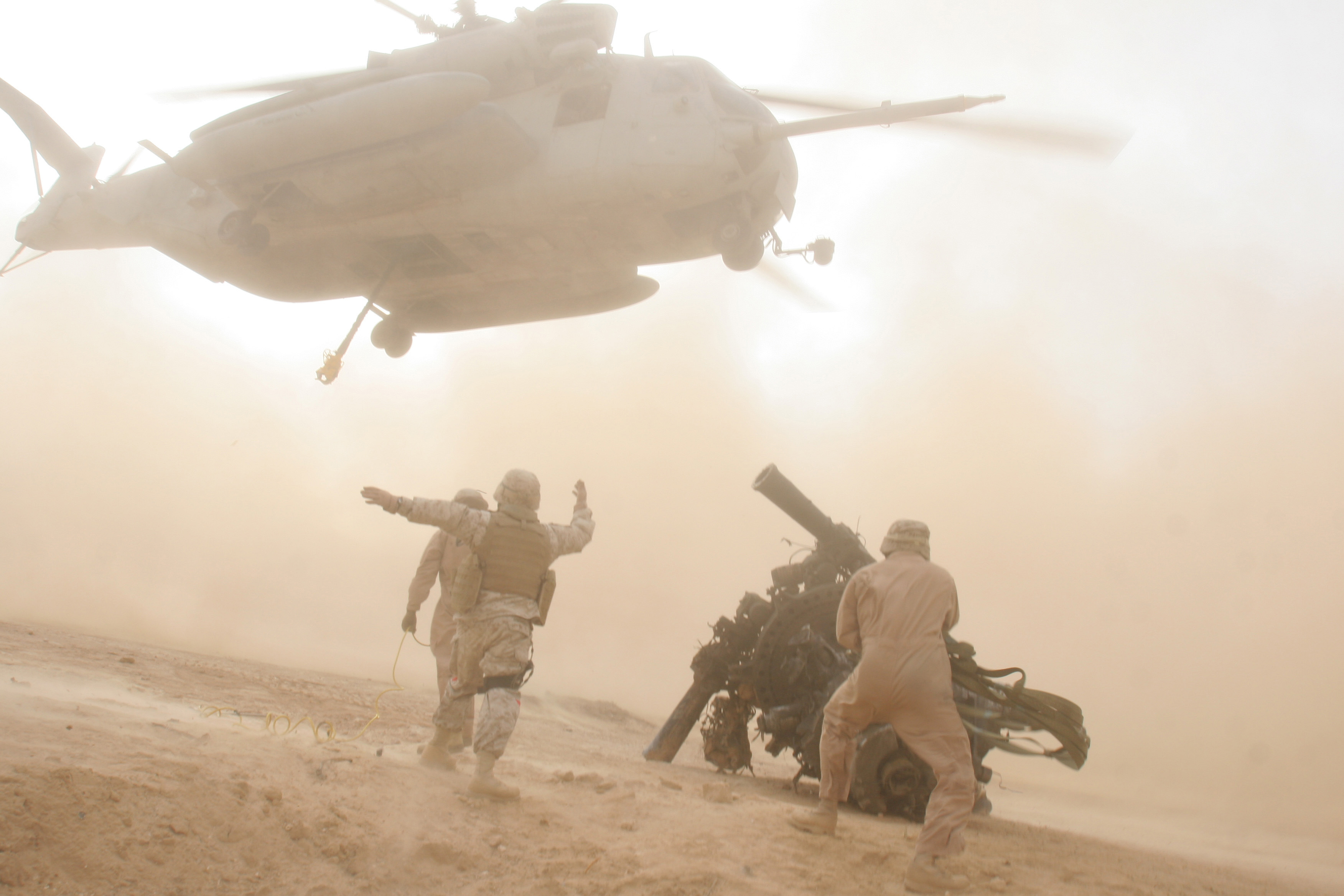
مشاة البحرية الأمريكية يوجهون طاقم طائرة هليكوبتر سيكورسكي CH-53E سوبر ستاليون أثناء استعدادها لنقل رأس دوار من مروحية CH-53E محطمة بالقرب من القائم، 15 ديسمبر 2006.

في القائم، اشتدت المواجهات خلال أبريل 2004، وبلغت ذروتها في المعركة الحاسمة يوم 17 أبريل. على الرغم من صعوبة تقدير خسائر العدو بدقة، فمن المرجح أن مشاة البحرية قتلوا 80 متمردًا في بلدة حصيبة في ذلك اليوم، بمن فيهم مقاتلون أجانب. كما قُتل خمسة من مشاة البحرية من 3/7 في المعركة. شاركت وحدات من جميع سرايا الكتيبة في معارك بحصيبة قبل نهاية اليوم.
في 7 أبريل 2005، استولى المتمردون العراقيون على المدينة، مما أجبر الشرطة المحلية والجنود العراقيين المدعومين من الولايات المتحدة على الانسحاب. شنت مشاة البحرية الأمريكية عدة عمليات هجومية لاستئصال المتمردين واستعادة المدينة. في 8 مايو 2005، أطلقت مشاة البحرية عملية ماتادور التي استمرت أسبوعًا لطرد المتمردين من القائم. واجهوا مقاومة شرسة من المقاتلين العراقيين المحليين والأجانب، لكنهم نجحوا في النهاية.
وفقًا للسكان المحليين، بقيت القائم تحت سيطرة المتمردين إلى حد كبير. وكما هو الحال في مدن مثل حديثة، فرض المتمردون قوانين شبيهة بطالبان، حيث حُظرت الموسيقى والملابس الغربية وتسريحات الشعر. في أوائل سبتمبر 2005، ورد أن لافتة خارج المدينة كتب عليها "مرحبًا بكم في الجمهورية الإسلامية في القائم".

## تاريخ القائم
سُمّيت القصبة بـ (القائم) نسبة إلى دير القائم الأقصى وقد ذكر هذا الدير في المعاجم العربية وكتب المؤلفين والمؤرخين العرب ومنهم ياقوت الحموي. إذ يقول: (وقد رأيته وإنما قيل له القائم لأن عنده مرقباً عالياً كان الروم والفرس يرقب عليه على كرف الحد بين المملكتين)، والبرج المشار إليه هو في الحقيقة قبر برجي شبية بما هو موجود في الحضر وتدمر، ويرتقي زمنه إلى حدود القرن الثاني للميلاد، ونشاهد بقاياه الآن إلى الشمال من بلدة القائم بمسافة يسيرة في قرية (جريجب)، وكان هذا السبب في تسمية هذا الموضع بالقائم وقد كان لهذا الجزء من العراق أهمية تاريخية بالغة لأنه كان جزءاً من الأراضي التي تمر فيه الحملات العسكرية وتجتازه القوافل التجارية بين العراق وأقطار البحر المتوسط والخليج العربي منذ أقدم العصور.
لذلك فقد كانت هذه المنطقة وما جاورها من البقاع سواء ما كان داخلا ضمن سوريا أو العراق موضوع بحث ودرس وزيارات كثيرة من الباحثين والمعنيين بالتاريخ منهم ايزيدور الكرخي في كتابه (المنازل الفراتية) وهو من أهم كتب التاريخ القديمة التي تبحث في هذا الجزء من العراق.
ومن الرحالة المحدثين البحاثة (موسيل) أستاذ الدراسات الشرقية في جامعة براغ سابقاً الذي تجول في العراق عام 1927م ووضع نتيجة دراسته الميدانية في كتابة المعروف بـ (الفرات الأوسط سنة 1927م) وينتشر في هذه المنطقة (23) تلا وموقعا أثريا تتراوح أزمانها ما بين العصر الآشوري أي منذ بداية الألف الثاني قبل الميلاد وقبيل الإسلام والعصر الإسلامي وأهمها قلعة أرتاجي، وتلول البيادر ومغارة الربط وتل معيزلة، تل المطيلع وتل القائم، قصر البنت وشق الهوا، مغارات خشم الباغي وتل المانعيات وغيرها.
ويجدر بنا ذكر حدث تاريخي، وهو أن الخليفة هارون الرشيد بعد عودته من الحج عام 175 هـ أتى إلى الأنبار واتخذ من دير القائم سجناً حبس فيه يحيى البرمكي وولديه الفضل ومحمد. أما عن تاريخها الحديث فقد بدأت هذه المدينة قرية تعرف باسم حصيبة الغربية وبعد ذلك أصبحت ناحية باسم القائم ثم استحدثت قضاء عام 1968م.